# Komet LINEAR-NEAT 3
Komet LINEAR-NEAT 3 ali 204P/LINEAR-NEAT ali   je periodični komet z obhodno dobo okoli 7,0 let.

 Komet pripada Jupitrovi družini kometov .

## Odkritje[4]
Komet so odkrili 13. oktobra 2001 v programu LINEAR. Najprej so mislili, da je odkrito telo asteroid, in je dobil oznako 2001 TU80. 19. oktobra 2001 so ga opazili tudi v programu NEAT, vendar še vedno kot asteroid. 16. novembra so v okviru programa NEAT (na Observatoriju Palomar) opazili tudi majhno komo.